# Краснорогская волость
Красноро́гская волость — административно-территориальная единица в составе Мглинского (с 1918 — Почепского) уезда. Административный центр — село Красный Рог.

## История
Волость образована в ходе реформы 1861 года. В 1898 году её территория несколько расширилась за счёт части ликвидированной Пьянорогской волости.
В 1924 году Краснорогская волость была упразднена, а её территория присоединена к Почепской волости.
Ныне территория бывшей Краснорогской волости входит в состав Почепского и Выгоничского районов Брянской области.

## Административное деление
В 1919 году в состав Краснорогской волости входили следующие сельсоветы: Емельяновский, Краснорогский, Локнянский, Паниковский, Подыменский, Пьянорогский, Шленговский.